# Albertfalvai római katonai tábor és település

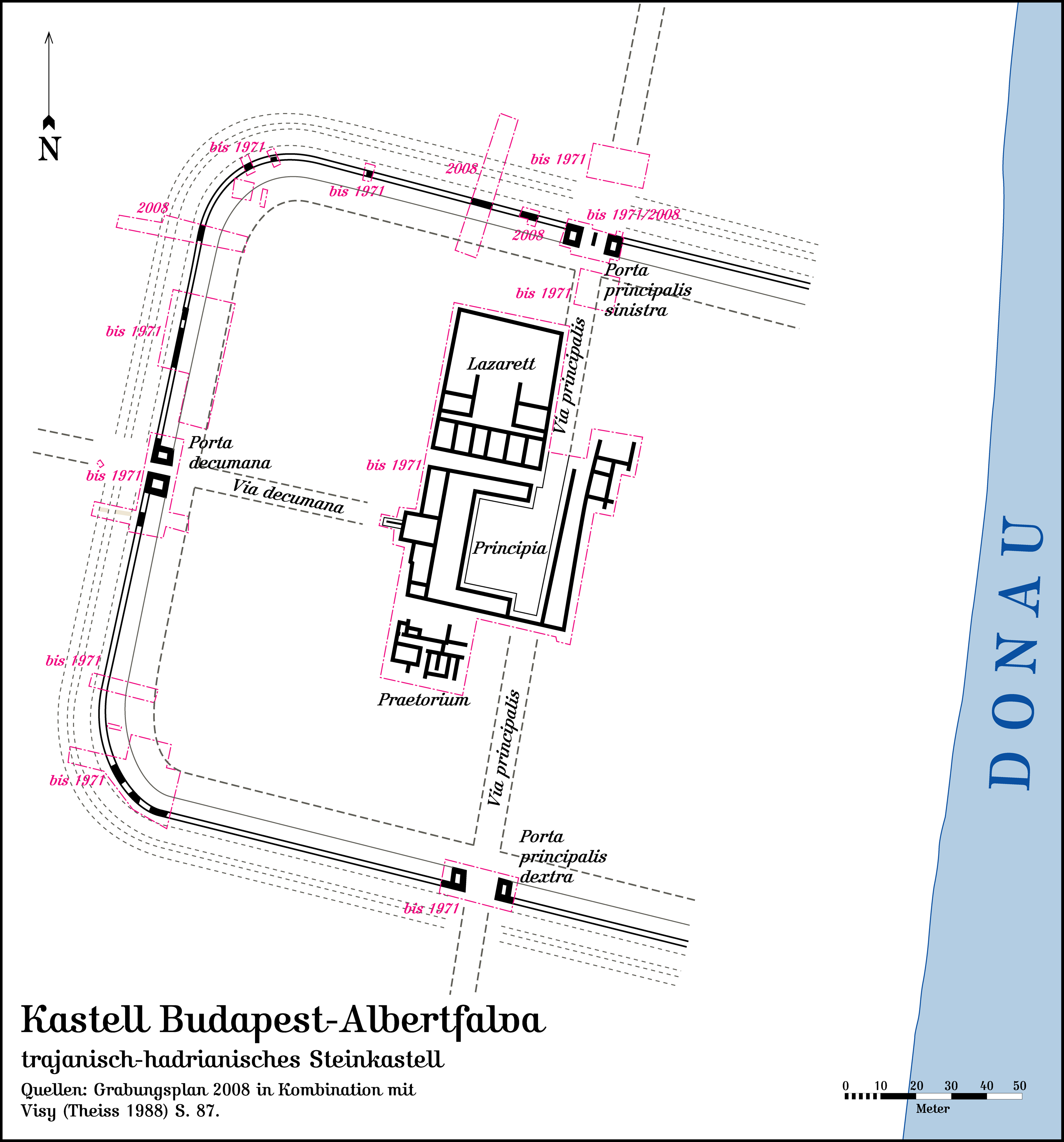
Az albertfalvai római katonai tábor és település alaprajza

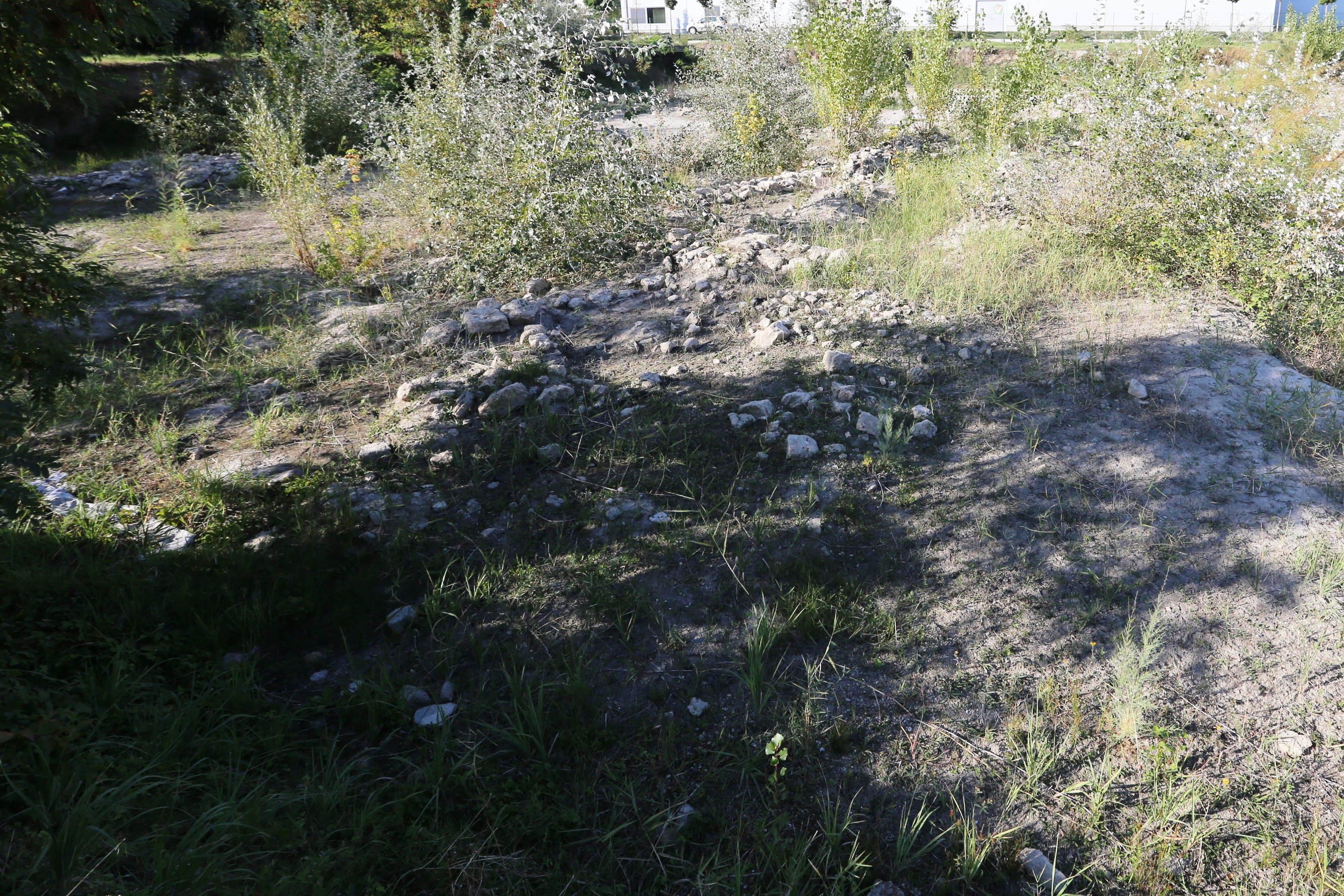
Albertfalvai római tábor romjai

Az albertfalvai római katonai tábor és település romjait 1940-ben találták meg a dél-budai Duna-híd építési munkái közben. A tábor a mai 11. kerületi Hunyadi János út két oldalán, a Mezőkövesd utcai kereszteződésnél helyezkedett el.

## Az első tábor
Első építési periódusa valószínűleg Claudius császár uralkodására tehető, és egyike a legkorábbi pannoniai limes-erődítményeknek. Az első erőd fából és földből készült, úgynevezett palánktábor volt, aminek a falhosszúsága 166,5x190 méter volt, alapterülete pedig 3,2 hektár. A falakat kívülről kettős árokrendszer övezte.
Belső épületei fából épültek, köztük a feltárt principia is. A tábort Domitianus uralkodásának végén, a szarmaták pusztításait követően, 91-92 környékén állították helyre. Belső épületeit ekkor kőből rakott alapokra helyezték.

## A második tábor
A második tábor a 2. század elején, Traianus uralkodásának végén épült fel. A korábbi tábor betemetett árkán 186x210 méter hosszúságú falakkal körülvett, kívül 2,9, belül 4,6 méter széles kettős árokkal megerősített kőtábort emeltek. Ebben a megnövelt alapterületű táborban 1000 fős lovas segédcsapat állomásozott.
A kőtábor Duna felé néző keleti oldalát, a praetenturát a víz elmosta, de az alaprajza rekonstruálható. Lekerekített sarkaival megfelelt a kora római erődépítészet szabályainak, sarok- és oldaltornyai nem voltak. Az erőd oldalainak közepén voltak a táborkapuk, amiket a tábor belseje felé beugró négyszögletes toronypár védett. A tábor északi kapujának, a porta principalis sinistrának a nyílása két-, a többi kapué egyosztatú volt. Belső épületei közül feltárták a 35x36 méteres parancsnoki épületet (principia), az ehhez hozzáépített hosszúkás keresztcsarnokot (basilica), a tábori kórházként meghatározott épületet (valetudinarium) és a táborparancsnoki szállást (praetorium).
Az utolsó újjáépítési fázis a 2. század végére esik, az erődítmény a 269-270. évi roxolán támadások során pusztulhatott el végleg.
A castellum ókori neve nem ismert, és azt sem lehet tudni, melyik csapat állomásozott benne. Méretéből és a katonai diplomákból csak arra lehet következtetni,  hogy kezdetben biztosan egy 500 fős lovas segédcsapat (ala), majd a 2-3. században az aquincumi legio II Adiutrix egyik alegysége (vexillatio) védte.

## A település
Viszonylag jól ismert a tábort körülvett falusias jellegű polgári település (vicus) szerkezete. A korai időszakban a települést feltehetően az eraviszkuszok lakták, házaik földbe mélyítettek, agyagtapasztásosak voltak. A 2. században megjelent kőházak igen hasonlóak az Aquincum körüli római villákéhoz, bár szerényebb méretűek. A házaknak mellvédfalas tornáca, L alakú közlekedőtere, lakószobája és konyhája volt. Kerítéssel voltak körülvéve, a járószintet terrazzopadló borította, a falakat festmények díszítették. Voltak gazdasági és raktárépületek, valamint kutak is. A településen áthaladó limes út egy szakasza is ismert, aminek az irányvonala részben megegyezik a mai országútéval. Az út mellett útállomás maradványai is előkerültek.
A 3. századi pusztulás után a tábor kőfalait kitermelték.